# Червені Градок
Червені Градок, Угорською Баршвирішва це село в Словаччині, в області Нітра, в районному Златі Моравце. Історична Угорська назва Veresvár.

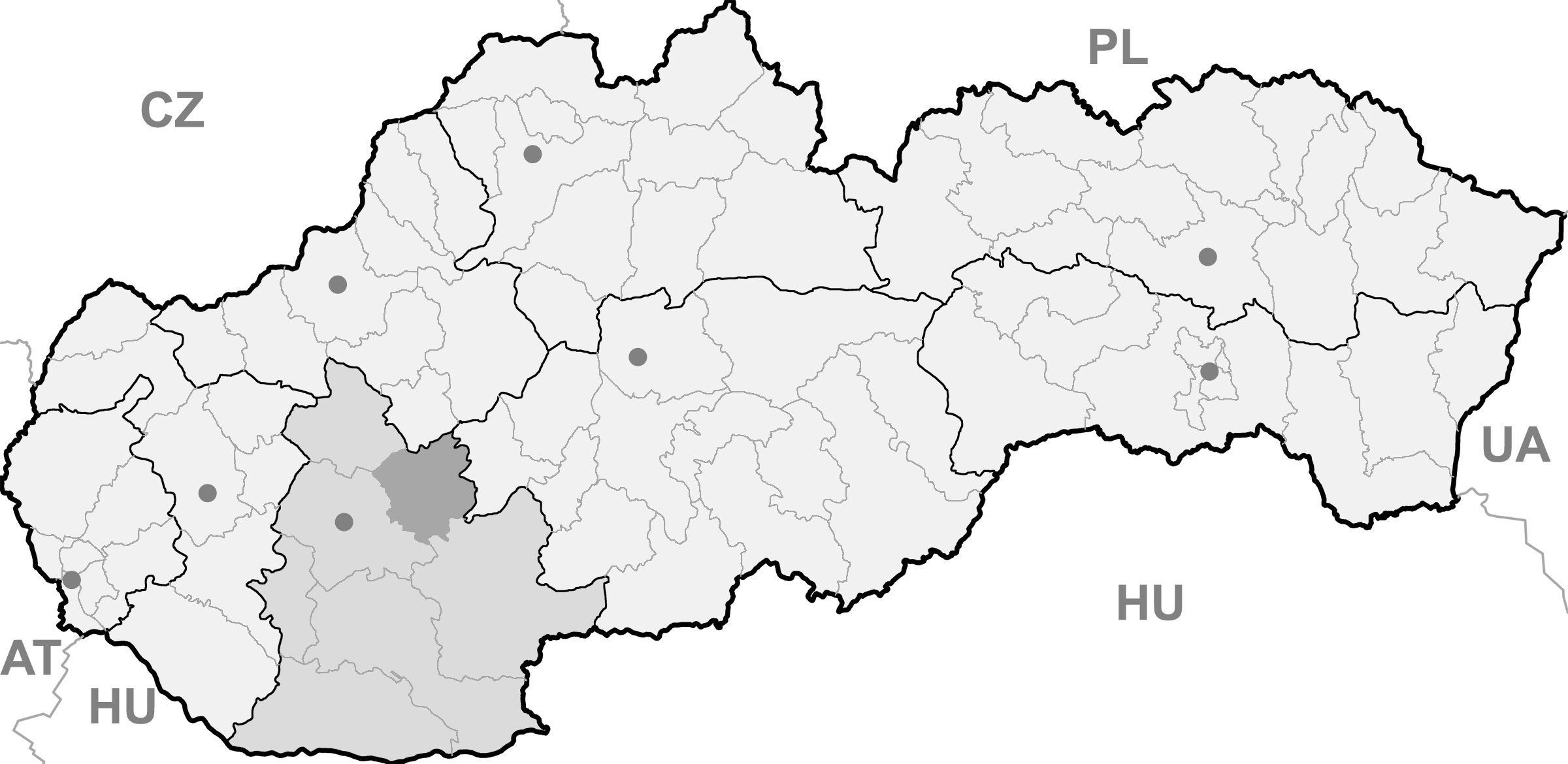
Червені Градок знаходиться в темно сірій зоні

Площа: 6 км 

Висота над рівнем моря: 170 м 

Населення: 420 

Код: 951 82 

Автомобільні пластини: ZM 

Телефонний префікс: 37

## Розташування
Село знаходиться в долині струмка, відповідно до берегової дороги. До Златі Моравці 10 км .

## Історія
Перша згадка про село походить від тисячі триста вісімдесят шостого року у формі «Verusuar» (= червона фортеця). Турки захопили і зруйнували місто і фортецю в 1599 році, але в 1652 році жителі прогнали турків. Потім німці. У 1910 році там жили 470 чоловік, (словаки в більшості, в меншості угорців). До 1919 року місто належало Барсам, район Verebély, що в Чехословаччині. Між 1938—1945 місто належало до незалежної Словаччини. Після 2-ї світової війни, угорці стали без прав відповідно Декретив Бенеша. У 2001 році там жили 414 чоловік (408 словаків).

## Населення
| Рік:            | 1994. | 2004.   | 2014.   | 2024.   |
| --------------- | ----- | ------- | ------- | ------- |
| Кількість осіб: | 425   | 435     | 407     | 442     |
| Різниця:        |       | +2,35 % | -6,43 % | +8,59 % |

| Рік:            | 2023. | 2024.   |
| --------------- | ----- | ------- |
| Кількість осіб: | 443   | 442     |
| Різниця:        |       | -0,22 % |

## Пам'ятки
- Католицька церква в честь Святого Георгія, 1902
- Залишки фортеці та башти